# Organització de Treballadors de Moçambic
L'Organització de Treballadors de Moçambic (en portuguès Organização dos Trabalhadores de Moçambique) és un sindicat de Moçambic de caràcter nacional.
Es va fundar el 1983 totalment sota control del Frelimo, que llavors era el partit únic. El 1990, quan es va aprovar la modificació constitucional que va establir la democràcia, la OTM va declarar la seva independència del partit, però realment ha conservat certa proximitat ideològica i organitzativa. L'actual secretari es Joaquim Fanheiro. El sindicat té uns 250.000 afiliats.